# Emblyna zaba
Emblyna zaba är en spindelart som först beskrevs av Barrows och Ivie 1942.  Emblyna zaba ingår i släktet Emblyna och familjen kardarspindlar. Inga underarter finns listade i Catalogue of Life.